# Artūras Rimkevičius
Artūras Rimkevičius, né le 14 avril 1983 à Kaunas et mort le 23 septembre 2019 à Ramučiai (en)[réf. nécessaire], est un footballleur international lituanien. Il évolue au poste d'attaquant.

## Carrière
- 2001 :  FK Tauras Tauragė
- 2002-2003 :  FBK Kaunas
- 2003-2005 :  FK Liepājas Metalurgs
- 2005-2006 :  FK Šilutė
- 2006-2007 :  FK Šiauliai
- 2007-2009 :   FK Bekentas
- 2009-2010 :  Atlantis FC
- 2010-2011 :  Asteras Tripolis
- 2011 :  Ethnikós Le Pirée (prêté par l'Asteras Tripolis)
- 2011-2013 :  FK Šiauliai
- 2013 :  FK Ekranas Panevėžys
- 2014 :  DPMM Brunei
- 2014-2016 :  FC Stumbras